# Numidien
Numidien är ett forntida landskap i norra Afrika, gränsade i öster till Karthagos område, i söder till Getulien, i väster till floden Mulucha, senare till Mauretanien, i norr till Medelhavet och motsvarade således delar av nuvarande Algeriet. 
Landet, i det inre bergigt, var rikt på betesmarker och delvis fruktbart. Särskilt berömda var de numidiska hästarna. Befolkningen, av berbernas stam, var ursprungligen kringströvande (latin: numidae, av grek. nomades, nomader), men blev senare bofast; den var mycket tapper, och i synnerhet var de numidiska ryttarna (till exempel i Hannibals här) berömda. De nära förbindelserna med Karthago ledde till att numidernas överklass med tiden kom i en allt större utsträckning att tala puniska (även kallat feniciska). Från och med slutet av 200-talet f.Kr. blev den även alltmer helleniserad.
Efter det andra puniska kriget skapades det numidiska kungadömet som en följd av att stamfursten Masinissa under kriget hade bytt sida och bistått romarna mot Karthago. Med hjälp av Romarriket utvidgades det numidiska riket så att det sträckte sig från Mauretania i väster och Cyrenaica i öster. Även Masinissas efterträdare Micipsa, Adherbal och Hiempsal I regerade Numidien som romerska klienter (vasaller). Även Jugurtha ville ha vänskapliga förbindelser med Rom men hans strävan att bli ensam kung över Numidien ledde till ett krig mot romarna 111–105 f.Kr. som han förlorade. Slutet för det numidiska kungadömet kom när Juba I allierade sig med Julius Caesars motståndare. Efter slaget vid Thapsos (46 f.Kr.) förvandlades större delen av Numidien till den romerska provinsen Africa nova.
Bland de många blomstrande städer, som fanns där, bör nämnas Hippo Regius, Cirta och de i militäriskt hänseende viktiga Lambaese och Thamugadi. En provins med namnet Numidien bildades 198 e. Kr. med Lambaese som huvudstad fram till 312, därefter Cirta. Under 300- och 400-talet drabbades Numidien av religiösa strider när olika grupper som cirkumcellioner och donatister utmanade den kristna ortodoxin. Efter vandalernas invasion 429 och arabernas under 600-talet råkade landet alltmer i förfall.